# Consolida teheranica
Consolida teheranica là một loài thực vật có hoa trong họ Mao lương. Loài này được (Boiss.) Rech.f. mô tả khoa học đầu tiên năm 1941.